# Robert II av Burgund
Robert II av Burgund, född 1248, död 21 mars 1306, var hertig av Burgund mellan 1272 och 1306. Robert var den tredje sonen till hertigen Hugo IV och Yolande av Dreux.
Han gifte sig med Agnes, den yngsta dottern till den franske kungen Ludvig IX 1279, och fick med henne 8 barn, däribland sönerna Eudes och Hugo som båda innehade hertigtiteln efter honom.
1284 fick Robert hertigdömet Dauphiné av den tysk-romerske kejsaren Rudolf I. Detta följdes av ett två år långt krig som avslutades när den franske kungen Filip IV betalade Robert 20 000 livres tournois att avstå från sin fordran på Dauphiné.
Robert avslutade vanan att ge bort delar av det burgundiska hertigdömet till yngre söner och som hemgift till döttrarna. Från och med då ärvdes hela hertigdömet, dock redan förminskat av tidigare hemgifter, ofragmenterat till den äldste sonen.